# Llista de monuments del Barcelonès
Llista de monuments del Barcelonès inclosos en l'Inventari del Patrimoni Arquitectònic Català per a la comarca del Barcelonès. Inclou els inscrits en el Registre de Béns Culturals d'Interès Nacional (BCIN) amb una classificació arquitectònica, els Béns Culturals d'Interès Local (BCIL) immobles i la resta de béns arquitectònics integrants del patrimoni cultural català.

Municipis del Barcelonès

La comarca es distribueix en les següents llistes:
- Llista de monuments de Barcelona, per districtes:
  - Llista de monuments de Ciutat Vella de Barcelona (per barris)
  - Llista de monuments de l'Eixample de Barcelona
  - Llista de monuments de Sants-Montjuïc
  - Llista de monuments de les Corts
  - Llista de monuments de Sarrià - Sant Gervasi
  - Llista de monuments de Gràcia
  - Llista de monuments d'Horta-Guinardó
  - Llista de monuments de Nou Barris
  - Llista de monuments del districte de Sant Andreu
  - Llista de monuments del districte de Sant Martí
- Llista de monuments del Barcelonès Nord (Badalona, Sant Adrià de Besòs i Santa Coloma de Gramenet)
- Llista de monuments de l'Hospitalet de Llobregat